# Kfz-Kennzeichen (Kirgisistan)

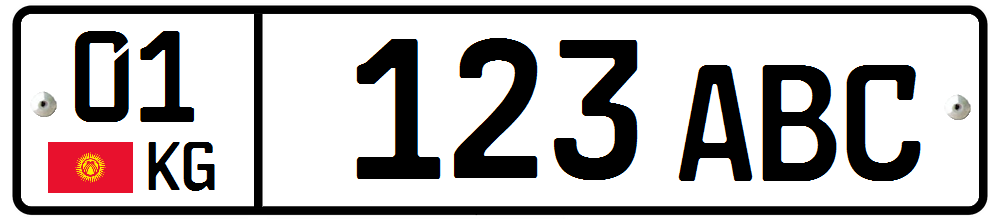
Muster der aktuellen Kennzeichen, 01 = Bischkek

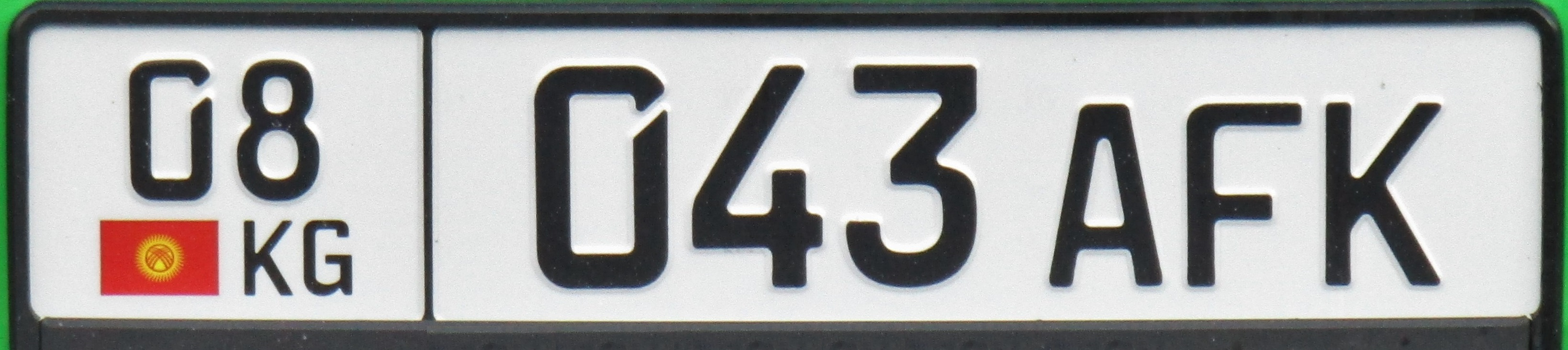
Aktuelles Kennzeichen, 08 = Oblus Tschüi

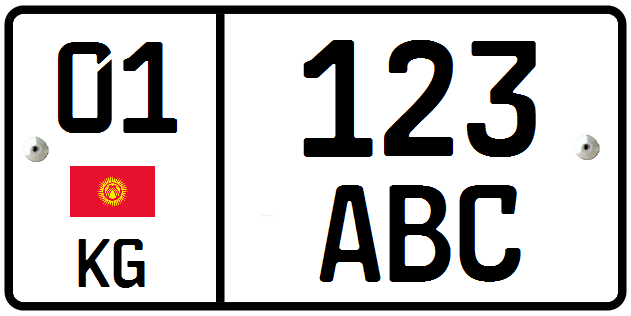
Muster eines zweizeiligen Kennzeichens

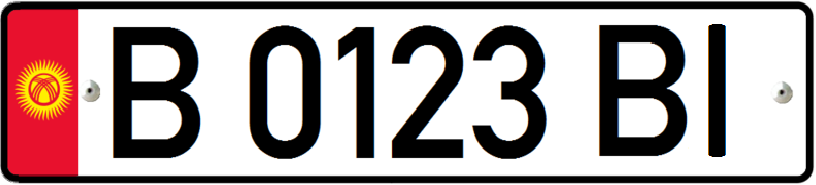
Muster der alten Kennzeichen bis 2016, B = Bischkek

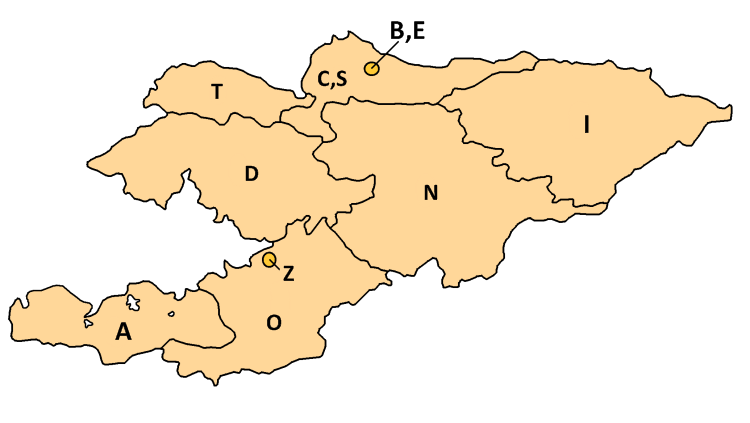
Geografische Verteilung der ehemaligen Kürzel (bis 2016)

Die  kirgisischen Kfz-Kennzeichen entsprechen dem europäischen Standard. Sie sind 520 × 110 mm groß und zeigen schwarze Schrift auf weißem Hintergrund. Das aktuelle System wurde am 1. Juni 2016 eingeführt. Die Schilder zeigen auf der linken Seite einen abgetrennten Bereich, auf dem der zweistellige Provinz-Code, die kirgisische Flagge sowie das Nationalitätszeichen KG erscheinen. Die eigentliche Kombination setzt sich bei Privatfahrzeugen aus drei Ziffern und drei Buchstaben zusammen. Nummernschilder für Ausländer und ausländische Einrichtungen zeigen gelben Hintergrund und keine Flagge. Sie weisen vier Ziffern sowie einen Buchstaben auf. Diplomatenkennzeichen zeigen roten oder blauen Grund. Damit orientieren sich die kirgisischen Nummernschilder am Farbschema der letzten sowjetischen Kennzeichen.
Im alten Kennzeichensystem bis Mai 2016 befand sich am linken Rand ein rotes Band, welches die kirgisische Flagge stilisierte. Die Kombination setzte sich aus einem Buchstaben, vier Ziffern und maximal zwei weiteren Buchstaben zusammen. Anhand des ersten Buchstabens ließ sich die Region ablesen, in der das Fahrzeug registriert wurde. Kennzeichen für in Kirgisistan lebende Ausländer zeigten auch im alten System schwarze Schrift auf gelbem Grund. Sie begannen mit den Buchstaben KG, gefolgt vom Regionskürzel und einem weiteren Buchstaben. Des Weiteren erscheinen vier Ziffern. Diplomatenkennzeichen zeigten roten Hintergrund und am rechten Rand ein Feld mit der Gültigkeitsangabe. Zunächst war die Schrift schwarz und die Schilder bestanden aus einem Buchstaben und vier Ziffern. Spätere Nummernschilder zeigten weiße Schrift und nunmehr fünf Ziffern. Die ersten beiden Ziffern gaben bei beiden Versionen das Herkunftsland an.
Vor der Unabhängigkeit verwendete die Kirgisische SSR als Teil der Sowjetunion sowjetische Kennzeichen mit kyrillischen Regionskürzeln. Bis 2016 galten die Kürzel mit nur jeweils einem lateinischen Buchstaben, der auch im kyrillischen Alphabet vorkommt.
| Nr. | Kürzel | UdSSR           | Region              | Besonderheiten                                                        |
| --- | ------ | --------------- | ------------------- | --------------------------------------------------------------------- |
| 01  | E      | БИ, ab 1991: ФИ | Stadt Bischkek      | Zweitvergabe B, nachdem alle Kombinationen mit E erschöpft waren      |
| 01  | B      | БИ, ab 1991: ФИ | Stadt Bischkek      | Zweitvergabe, nachdem alle Kombinationen mit E erschöpft waren        |
| 02  | Z      | ОШ              | Stadt Osch          | 2000 nach der Trennung von Stadt und Gebiet Osch eingeführt, vorher O |
| 03  | A      | -               | Oblus Batken        |                                                                       |
| 04  | D      | ЖА              | Oblus Dschalal-Abad |                                                                       |
| 05  | N      | НР              | Oblus Naryn         |                                                                       |
| 06  | O      | ОШ              | Oblus Osch          |                                                                       |
| 07  | T      | ТФ              | Oblus Talas         |                                                                       |
| 08  | S      | ЧС, ab 1991: ФИ | Oblus Tschüi        | Zweitvergabe C, nachdem alle Kombinationen mit S erschöpft waren      |
| 08  | C      | ЧС, ab 1991: ФИ | Oblus Tschüi        | Zweitvergabe, nachdem alle Kombinationen mit S erschöpft waren        |
| 09  | I      | ИК              | Oblus Yssyk-Köl     |                                                                       |